# Georg Schumann (Komponist)

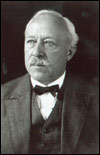
Georg Schumann, Porträtfoto um 1950

Georg Alfred Schumann (* 25. Oktober 1866 in Königstein; † 23. Mai 1952 in Berlin Lichterfelde-West) war ein deutscher Komponist, Pianist, Dirigent, Pädagoge und von 1900 bis 1950 Direktor der Sing-Akademie zu Berlin.

## Leben

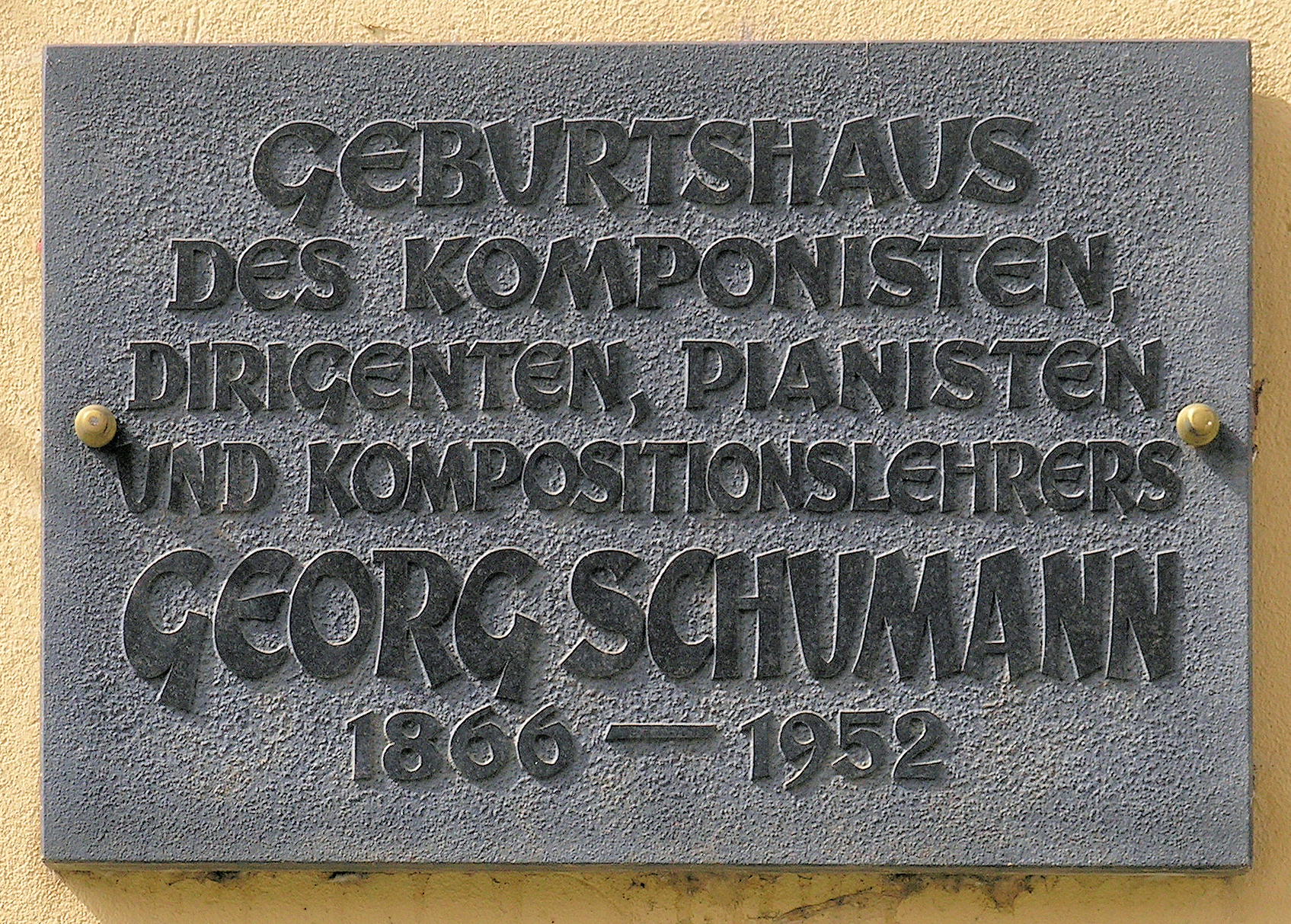
Gedenktafel am Haus Goethestraße 10, in Königstein

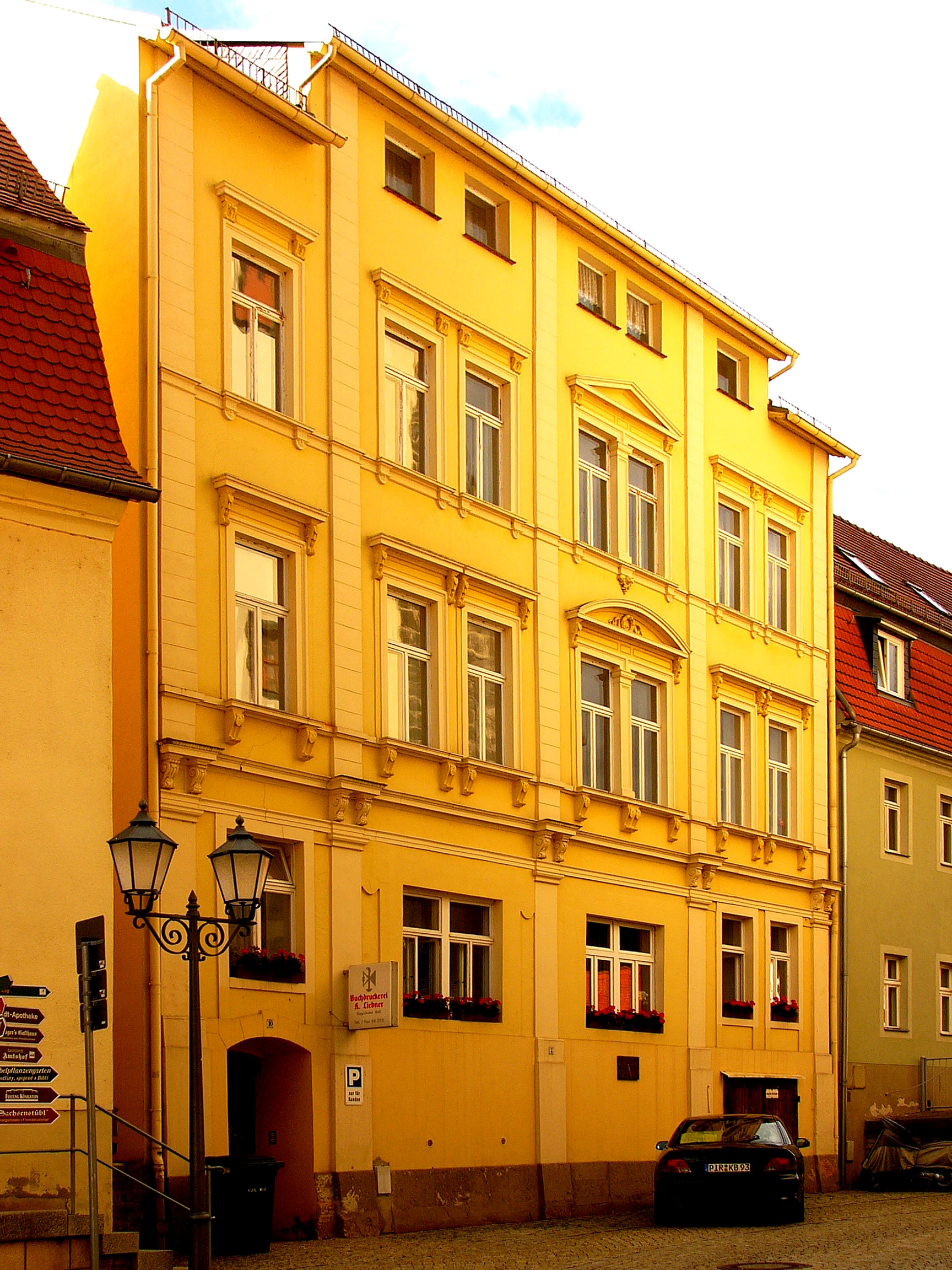
Das Geburtshaus von Georg Schumann in Königstein

Georg Schumann wurde im Oktober 1866 als zweites von insgesamt zwölf Kindern des Stadtmusikdirektors Clemens Schumann sen. (1839–1918) und dessen Ehefrau Camilla Ottilie, geb. Müller, in Königstein geboren. Er war ein Bruder des Komponisten Camillo Schumann; weitere Geschwister waren Alfred Schumann (1868–1891), welcher zuletzt Konzertmeister bei den Bremer Philharmonikern gewesen war, und Clemens Schumann jun. (1876–1938), von 1900 bis 1936 Geiger in der Dresdner Staatskapelle.
Während Georg Schumanns musikalische Ausbildung in Dresden von dem sächsischen „Orgelkönig“ Carl August Fischer und dem einstigen Julius-Otto-Schüler Friedrich Baumfelder weitergeführt wurde, trat er bereits als Solist mit Johann Nepomuk Hummels Klavierkonzert a-Moll auf und erweckte durch eine selbstkomponierte Klaviersonate die Aufmerksamkeit des Komponisten und Dozenten Carl Reinecke, der ihm eine Freistelle am Leipziger Konservatorium vermittelte, wo er von 1882 bis 1888 vor allem bei ihm studierte. Begegnungen mit Franz Liszt, Anton Rubinstein, Johannes Brahms, Arthur Nikisch, Gustav Mahler, Joseph Joachim, Carl Halir und Max Bruch befruchteten nach und nach Schumanns künstlerische Entwicklung.

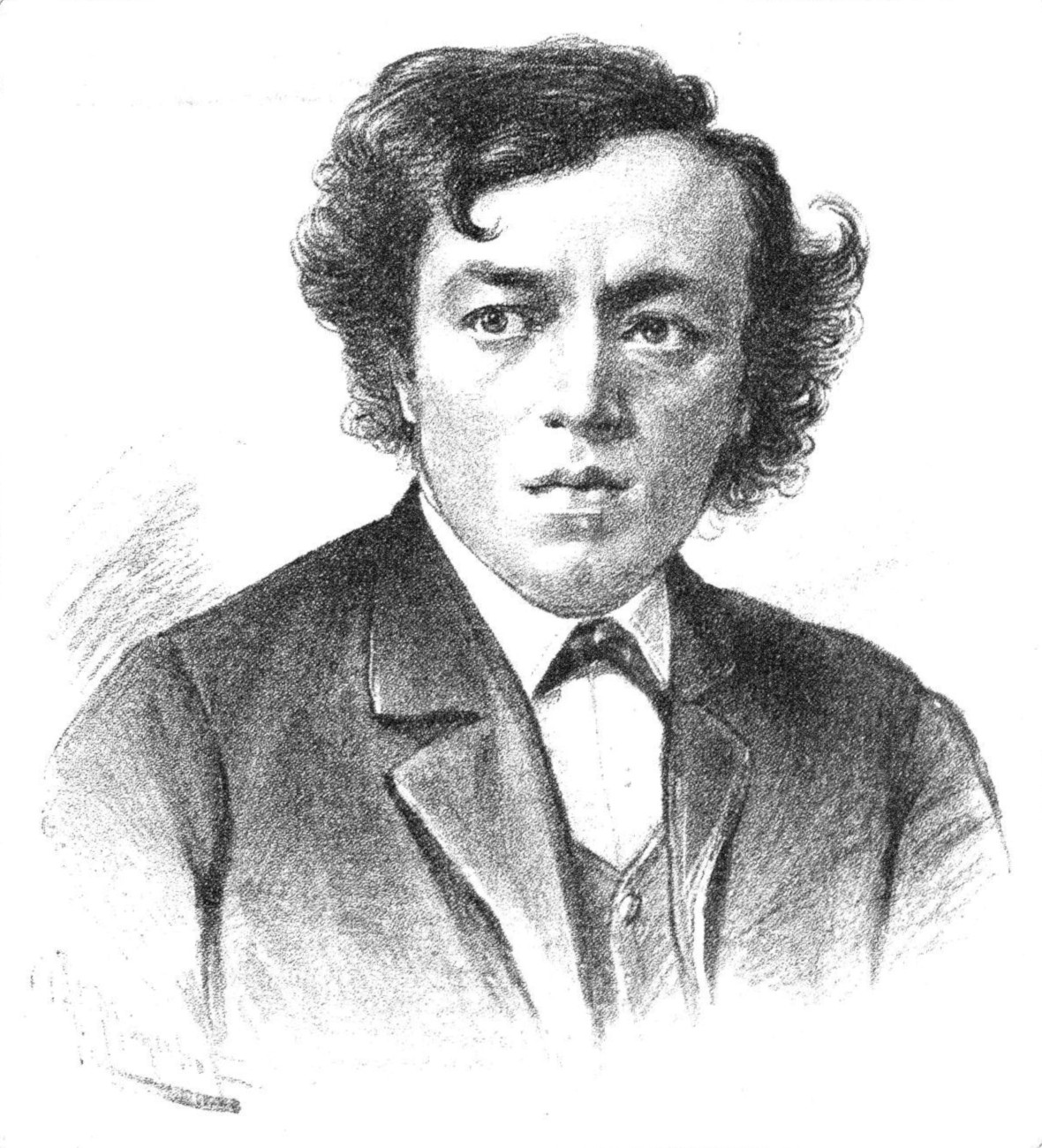
Porträt 1890

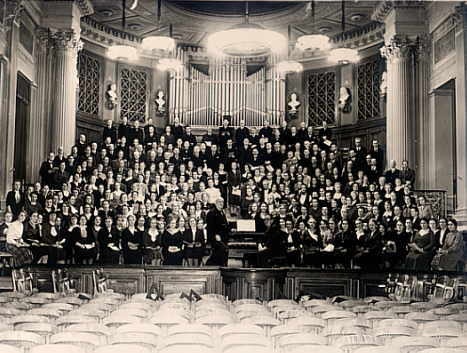
Sing-Akademie zu Berlin mit ihrem Direktor Georg Schumann in ihrem Haus am Festungsgraben in Berlin-Mitte, 1940

Nach Tätigkeiten als Dirigent und Chorleiter des Gesangs-Vereins in Danzig (1890) und des Philharmonischen Chores und Orchesters in Bremen (1896) wurde er 1900 zum Direktor (1950 Ehrendirektor) der Sing-Akademie zu Berlin gewählt. 1907 erfolgte seine Berufung als Mitglied, 1918 als Vizepräsident und 1934 als amtierender Präsident der Preußischen Akademie der Künste, deren Meisterschule für Komposition er als Nachfolger von Max Bruch von 1913 bis 1945 leitete. Zu seinen Schülern gehörten u. a. Gerhard Strecke, Hans Uldall, Shukichi Mitsukuri und Pantscho Wladigerow.
Von diesen Positionen aus hat Georg Schumann das deutsche und insbesondere das Berliner Musikleben entscheidend mit beeinflusst. Gemeinsam mit Richard Strauss und anderen gründete er die Genossenschaft deutscher Tonsetzer, die heutige GEMA, deren Ehrenmitglied er wurde. Er war Mitbegründer des Verbandes Deutscher Konzertchöre, setzte sich im Hilfsbund für deutsche Musikpflege für notleidende Künstler ein und holte u. a. Musiker wie Arnold Schönberg an die Akademie der Künste.
Er war Initiator des Erwerbs und der Erhaltung des Bachhauses Eisenach und dessen Ausgestaltung als Museum durch die Neue Bachgesellschaft mit direktem Einverständnis Kaiser Wilhelms II., bei dem er um finanzielle Unterstützung für das Vorhaben warb. Durch eine persönliche Bürgschaft, Benefizkonzerte – u. a. mit der Sing-Akademie zu Berlin und dem Berliner Philharmonischen Orchester in Eisenach 1905 – und eine rege Sammeltätigkeit unterstützte und förderte Schumann dieses Projekt.
Mit Unterstützung Sergiu Celibidaches, des Dirigenten des Philharmonischen Orchesters, und Hans Chemin-Petits, der Leiter des Berliner Philharmonischen Chores war, arbeitete er für den Wiederaufbau des Musiklebens in Berlin nach 1945.
Georg Schumann starb im Mai 1952 im Alter von 85 Jahren in Berlin. Die Beisetzung erfolgte auf dem Parkfriedhof Lichterfelde (Grablage: Im Walde 334).

## Werk
Schumann ist der ausgehenden Spätromantik und Neuromantik zuzuordnen. Als Vorbilder lassen sich zunächst Johannes Brahms und Robert Schumann, mit dem er nicht verwandt war, nennen.
Er schrieb über 100 Kompositionen, vor allem Chorwerke, z. B. Oratorien, Kammermusik und Orchesterwerke, darunter eine preisgekrönte Symphonie (h-Moll-Sinfonie), das Chorwerk Amor und Psyche op. 3 (1888), das erst am 4. November 2003 in der Philharmonie Berlin nach über 50 Jahren vom Philharmonischen Chor Berlin wiederaufgeführte Oratorium Ruth op. 50 (1908), Variationen und Gigue über ein Thema von Händel op. 72 (Orchester-Variation 1925), eine Humoreske in Variationsform, Gestern Abend war Vetter Michel da op. 74 (Orchester-Humoreske 1925) sowie die meisten Bearbeitungen für das sogenannte Kaiserliederbuch, „herausgegeben auf Veranlassung Sr. Mj. d. Deutschen Kaisers Wilhelm II.“, eine äußerst umfangreiche Sammlung von über 600 Volksliedern in älteren und neueren Sätzen.

## Ehrungen
Georg Schumann erhielt zahlreiche Ämter, Auszeichnungen und Ehrungen. Neben den bereits erwähnten wurde er 1901 zum Königlichen Professor an der Friedrich-Wilhelms-Universität Berlin ernannt, 1909 zum Meister der Zelter’schen Liedertafel und 1916 zum Ehrendoktor der Philosophischen Fakultät der Friedrich-Wilhelms-Universität Berlin. Er erhielt den Beethoven-Preis 1933, die Goethe-Medaille für Kunst und Wissenschaft 1934, die Ehrenmitgliedschaft des Beethoven-Hauses Bonn 1935 und den Titel des Ehrendirektors der Sing-Akademie zu Berlin 1950.
Im Jahr 1935 zählte Schumann zu den 150 Persönlichkeiten des Kulturlebens, die Joseph Goebbels zum „Reichskultursenator“ ernannte.
Für seine Lebensleistung wurde Georg Schumann aus der Hand von Bundespräsident Theodor Heuss als erster Deutscher 1951 mit dem Großen Verdienstkreuz der Bundesrepublik Deutschland geehrt.

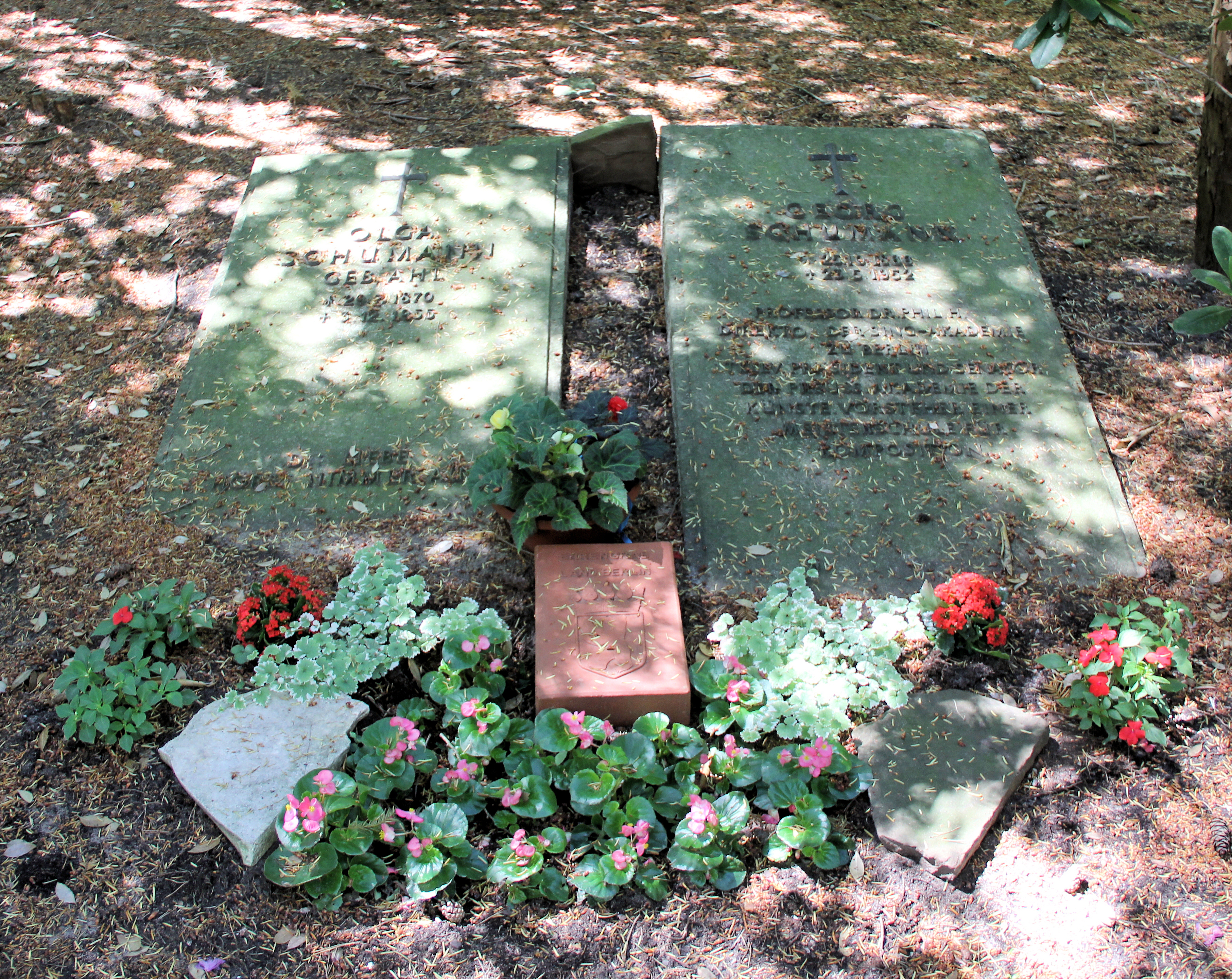
Ehrengrab von Georg Schumann auf dem Parkfriedhof Lichterfelde

Auf Beschluss des Berliner Senats ist die letzte Ruhestätte von Georg Schumann auf dem Parkfriedhof Lichterfelde seit 1999 als Ehrengrab des Landes Berlin gewidmet. Die Widmung wurde im Jahr 2021 um die übliche Frist von zwanzig Jahren verlängert.

## Tonträger (Auswahl)
- 2015 – Georg Schumann – Klavierquartett und Cello-Sonate

1. Klavierquartett in f-moll op. 29 (1901)
2. Sonate für Klavier und Violoncello e-Moll op. 19
Münchner Klaviertrio – Michael Arlt, Violine – Gerhard Zank, Violoncello – Donald Sulzen, Piano – Dietrich Cramer, Viola als Gast
CPO – Produktion mit dem Bayerischen Rundfunk
- 2014 – Georg Schumann –

Ballade g-Moll op. 65
Gabriela Moyseowicz, Piano
primTon Berlin
- 2013 – Georg Schumann – Lieder und Klavierstücke

6 Lieder op. 56
3 Lieder op. 15
Mädchenlieder op. 35
3 Lieder op. 14
3 Lieder op. 38 + Klavierwerke: Erinnerungen op. 36 Nr. 2
Im Frühling op. 36 Nr. 5
Wie wogt es op. 4 Nr. 2
Am Abend op. 23 Nr. 2
Silvia Weiss, Sopran – Karola Theill, Piano
CPO – Produktion mit Deutschlandradio Kultur
- 2014 – Georg Schumann – Preis-Symphony und Serenade

1 Symphonie in h-moll – Preis-Symphonie (1887)
2 Serenade op. 34
Münchner Rundfunkorchester – Christoph Gedschold, Dirigent
CPO – Produktion mit dem Bayerischen Rundfunk
- 2011 – Georg Schumann – Klaviertrios Nr. 1 und 2 (cpo)

1. Trio No. 1 op. 25 in F major (1899)
2. Trio No. 2 op. 62 in F major (1916)
Münchner Klaviertrio – Michael Arlt, Violine – Gerhard Zank, Violoncello – Donald Sulzen, Piano
CPO – Produktion mit Deutschlandradio Kultur
- 2007 – Georg Schumann – Jerusalem, du hochgebaute Stadt (Guild)

3 Choral-Motetten für mehrstimmigen gemischten Chor, Op. 75
„Jerusalem, du hochgebaute Stadt“
„Sollt ich meinem Gott nicht singen?“
„Mit Fried und Freud ich fahr dahin“
5 Choral-Motetten für mehrstimmigen gemischten Chor, Op. 71
„Wie schön leucht’ uns der Morgenstern“
„Jesus, meine Zuversicht“
„Ermuntre dich, mein schwacher Geist“
„Wachet auf, ruft uns die Stimme“ – Ein Festgesang
„Vom Himmel hoch da komm ich her“
The Purcell Singers, Mark Ford, Mary Nelson, Sopran – Geraldine McGreevy, Sopran
Guildmusic
- Georg Schumann – Violinsonaten

1. Satz der Violinsonate in cis-Moll op. 12
2. Satz der Violinsonate in cis-Moll op. 12
2. Satz der Violinsonate in d-Moll op. 55
3. Satz der Violinsonate in d-Moll op. 55
Volker Burkhart, Christoph Weinhart
JUBAL
- 2001 – Georg Schumann – Chorwerke

3 Motetten für gemischten Chor op. 52
3 geistliche Gesänge für gemischten Chor op. 31
4 Lieder für Männerchor op. 41
3 geistliche Lieder für gemischten Chor op. 51
Gesänge Hiobs – 3 Motetten für gemischten Chor und Orgel op. 60
3 altdeutsche Lieder für gemischten Chor op. 63
The Purcell Singers, Mark Ford
ASV
- Georg Schumann – Geistliche Musik der Spätromantik für Chor, Orgel und Orchester

Passacaglia und Finale über B-A-C-H für Orgel, op. 39
Jerusalem, du hochgebaute Stadt op. 75,1 (histor. Aufnahme)
Mit Fried und Freud fahr ich dahin, Vorstudie (1933) zu op. 75,3 (histor. Aufnahme)
Herzlich lieb hab ich dich, o Herr, aus op. 77,8
Einer ist König, aus op. 77,6
3 geistliche Gesänge für Gemischten Chor a cappella op. 31
Symphonische Variationen über den Choral Wer nur den lieben Gott lässt walten op. 24
Jörg Strodthoff, Sing-Akademie zu Berlin, Alsfelder Vokalensemble u. a.
JUBAL

## Dokumente
Der musikalische Nachlass befindet sich zum Großteil in der Staatsbibliothek zu Berlin und im Archiv der Akademie der Künste. Briefe von Georg Schumann befinden sich zudem im Bestand des Leipziger Musikverlages C. F. Peters im Staatsarchiv Leipzig.